# Max Pinckers

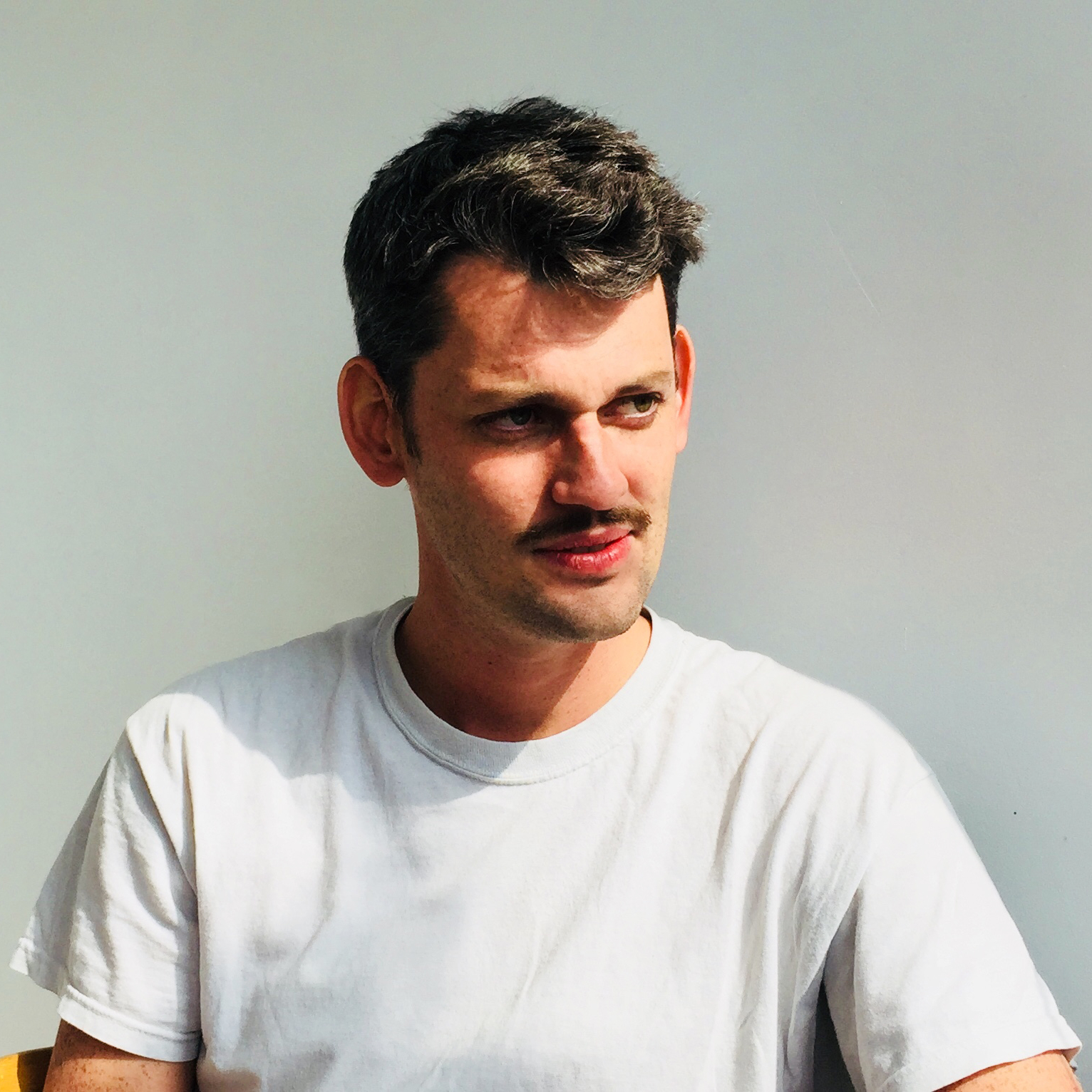
Max Pinckers in 2018

Max Pinckers (Brussel, 1988) is een Belgisch kunstfotograaf.

## Biografie
Pinckers verhuist vanaf zijn vijfde jaar naar Indonesië en Australië en rond de leeftijd van twaalf naar Singapore. Zijn hogere studies fotografie deed hij aan de Gentse academie waar hij in 2012 afstudeerde. Sinds 2015 is hij doctoraal onderzoeker.

## Erkentelijkheden
- 2008 - Finalist Weekend Photo Award van Knack Weekend.
- 2013 - Nominatie voor Best Photobook op het International Fotobookfestival in Kassel .
- 2013 - Finalist in de Paris Photo–Aperture Foundation PhotoBook Awards.
- 2013 - Erfgoedprijs van de provincie West-Vlaanderen.[5]
- 2013 - Levallois Photography Award[6]
- 2014 - Runner-up Aperture Portfolio Prize Winner.[7]
- 2014 - 2de laureaat van de Art’Contest prijs[8]
- 2015 - Toegelaten tot het belangrijke fotoagentschap Magnum.[9][10]
- 2015 - Young Belgian Art Prize[11][12] Max Pinckers en Michiel Burger

## Bekende werken, publicaties en tentoonstelling
- The Fourth Wall (2012), fotoboek
- Mamihlapinatapai (2012), tentoonstellingscatalogus, Max Pinckers en Michiel Burger
- Will They Sing Like Raindrops or Leave Me Thirsty (2014), fotoboek
- Will They Sing Like Raindrops or Leave Me Thirsty, Europalia.India (2014), tentoonstelling in BOZAR
- Young Belgian Art Prize (2015), tentoonstelling in BOZAR, Max Pinckers en Michiel Burger
- Lotus (2016), fotoboek, Max Pinckers en Quinten de Bruyn
- Floating Worlds (2016), tentoonstellingscatalogus, Max Pinckers en Daisuke Yokota
- Controversy (2017), boek, Max Pinckers en Sam Weerdmeester